# Joop van Moorsel
Johannes Franciscus (Joop) van Moorsel (Groningen, 9 juli 1902 - Rotterdam, 27 augustus 1977) was een Nederlands voetbalscheidsrechter die op het WK van 1934 floot. Behalve scheidsrechter was Van Moorsel bestuurslid bij Unilever, voorzitter bij Calvé en actief in voetbal, cricket, golf en bridge.

## Interlands
| Datum             | Plaats                 | Wedstrijd              | Uitslag | Competitie        | Kreeg geel | Kreeg voor de tweede keer geel en dus rood | Weggestuurd |
| ----------------- | ---------------------- | ---------------------- | ------- | ----------------- | ---------- | ------------------------------------------ | ----------- |
| 14 februari 1932  | Charleroi, België      | België – Luxemburg     | 6 – 3   | Vriendschappelijk | 0          | 0                                          | 0           |
| 5 november 1933   | Maagdenburg, Duitsland | Duitsland – Noorwegen  | 2 – 2   | Vriendschappelijk | 0          | 0                                          | 0           |
| 26 november 1933  | Brussel, België        | België – Denemarken    | 2 – 2   | Vriendschappelijk | 0          | 0                                          | 0           |
| 27 mei 1934       | Turijn, Italië         | Oostenrijk – Frankrijk | 3 – 2   | WK 1934           | 0          | 0                                          | 0           |
| 28 april 1935     | Brussel, België        | België – Duitsland     | 1 – 6   | Vriendschappelijk | 0          | 0                                          | 0           |
| 25 augustus 1935  | Erfurt, Duitsland      | Duitsland – Roemenië   | 4 – 2   | Vriendschappelijk | 0          | 0                                          | 0           |
| 10 november 1935  | Differdange, Luxemburg | Luxemburg – Frankrijk  | 2 – 2   | Vriendschappelijk | 0          | 0                                          | 0           |
| 9 mei 1936        | Brussel, België        | België – Engeland      | 3 – 2   | Vriendschappelijk | 0          | 0                                          | 0           |
| 27 september 1936 | Krefeld, Duitsland     | Duitsland – Luxemburg  | 7 – 2   | Vriendschappelijk | 0          | 0                                          | 0           |

Bijgewerkt t/m 17 januari 2014